# Najet Adouani
Najet Adouani (* 1956 in El Hamma, Tunesien) ist eine tunesische Schriftstellerin, Dichterin und Journalistin. Darüber hinaus engagiert sich Adounani für Menschenrechte in Tunesien.

## Leben
Naejt Adouani wurde 1956 in El Hamma, im Süden Tunesiens geboren und wuchs in La Marsa, in der Nähe von Tunis, auf. Bereits früh begann Adoudani zu schreiben. Nach ihrer Schulausbildung studierte sie Journalismus. Schon in ihrer Jugend setzte sich Adouani für soziale Gerechtigkeit, Demokratie und die Rechte von Frauen ein und wurde vom tunesischen Staat dafür verfolgt. Sie schrieb Artikel für oppositionelle tunesische Zeitungen und veröffentlichte ab 1982 zahlreiche Gedichte. Seit 1982 ist sie zudem Mitglied der tunesischen Schriftstellervereinigung.
1983 zog Adouani aufgrund der Repressionen ins Exil – sie weilte mit ihrem Mann in Zypern, Algerien, Marokko und im Libanon – und kam erst 1998 zurück. Im Exil wurden auch ihre drei Söhne geboren. Nach ihrer Rückkehr ließ sie sich von ihrem Mann scheiden und zog ihre Söhne alleine auf.
Nach der tunesischen Revolution in Folge des Arabischen Frühlings erhielt Adouani ein Veröffentlichungsverbot. Daraufhin begab sich Adouani erneut ins Exil, nach Deutschland. Zunächst erhielt sie das Friedl-Dicker-Stipendium des Vereins der Stadt Weimar. Von April 2013 bis April 2016 war Adouani Gast des „Writers in Exile“-Programms des PEN-Zentrums Deutschland.
Najet Adouani veröffentlichte sieben Lyrikbände und eine Sammlung von Kurzgeschichten auf Arabisch, weitere 15 Manuskripte warten auf eine Veröffentlichung. Ihre Gedichte wurden ins Englische, Französische, Spanische und Hindi übersetzt. 2010 gewann sie den Feminine Poetry Prize.
2016 verwendete der Komponist Martin Christoph Redel Gedichte und Interviewausschnitte von Najet Adouani für sein Streichquartett III (mit Sopran) mit dem Untertitel „Zwischen Wunde und Schmerz“ (Uraufführung 2017 in Hamburg).
Zweisprachig, mit deutscher Übersetzung erschienen von ihr die Gedichtbände Meerwüste (2015) und Vulkanworte auf dem Leib aus Schnee (2021).